# 天津外国语大学
天津外国语大学是中华人民共和国八所独立设置的高等外语院校之一，主校区坐落于天津市河西区马场道117号（为民国时期法国教会于1920年创办的原津沽大学（天津工商大学）校址），滨海校区位于天津市大港区。

## 校史
天津外国语大学前身之一是始建于1921年的天津工商大学，与河北大学有一定的同源关系。主体前身是1964年成立的秦皇岛外语专科学校，后更名为河北外国语专科学校、天津外国语专科学校。学校源头之一的天津工商大学后更名为河北大学，1969年陆续搬迁至河北保定，部分师生和大量设备归并于现在的天津外国语大学，也同时继承了河北大学原校区，为现在的马场道校区。1974年，经国务院科教组批准，学校恢复并改名为天津外国语学院。2010年，经教育部批准更名为天津外国语大学。
2016年12月，天津外国语大学与天津市档案馆联合举办了“纪念天津工商大学建校95周年研讨会”并出版相关书籍。

## 校区情况
学校现有马场道和滨海两个校区，总占地面积1040.06亩。马场道校区地处天津市五大道文化旅游区，校内有多处历史风貌建筑，其中，钟楼（原天津工商大学主楼）是全国重点文物保护单位。滨海校区坐落在滨海新区大港高教生态园区内，湖光映翠，景色秀丽。

## 校训

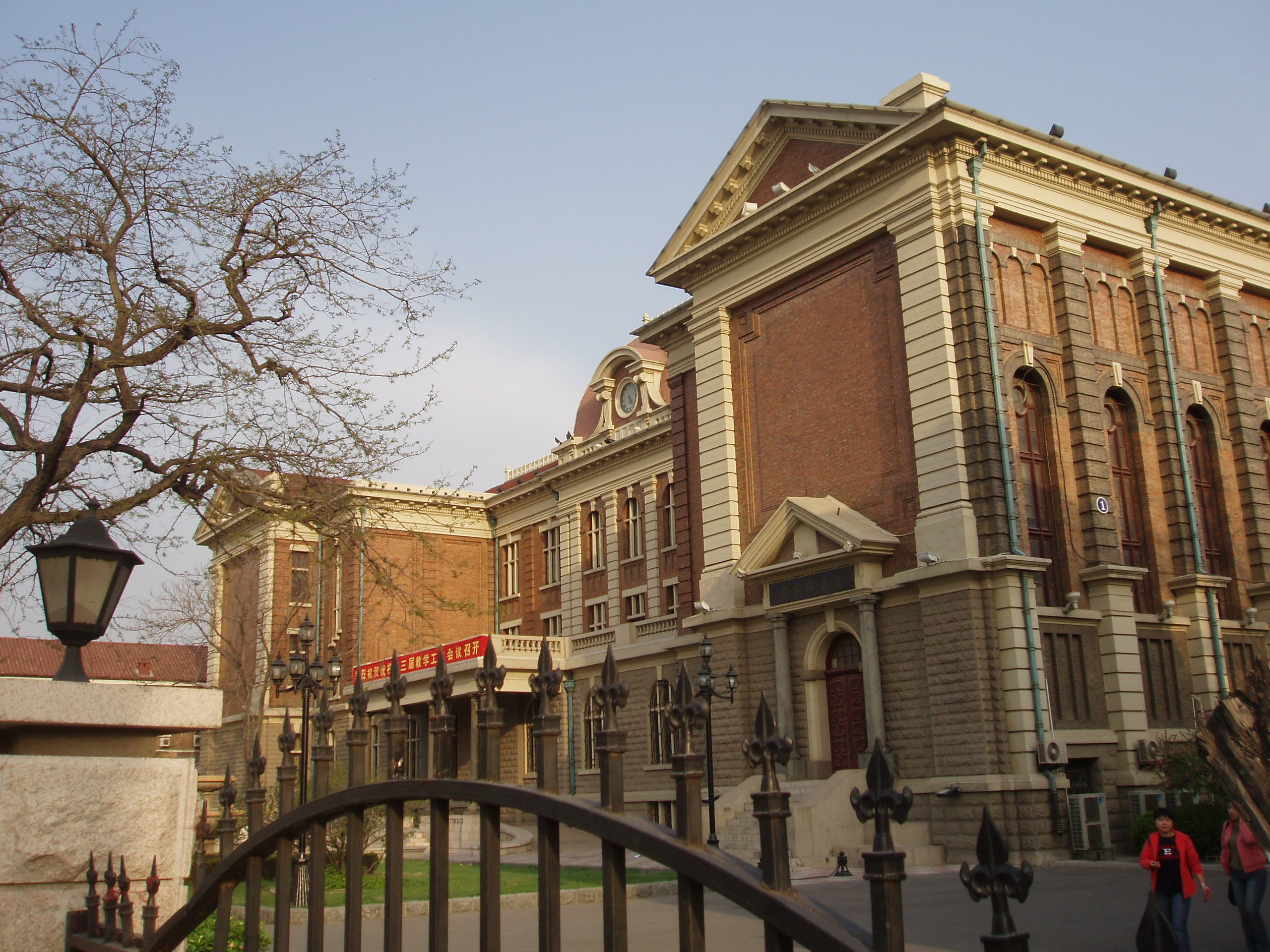
天津外国语大学

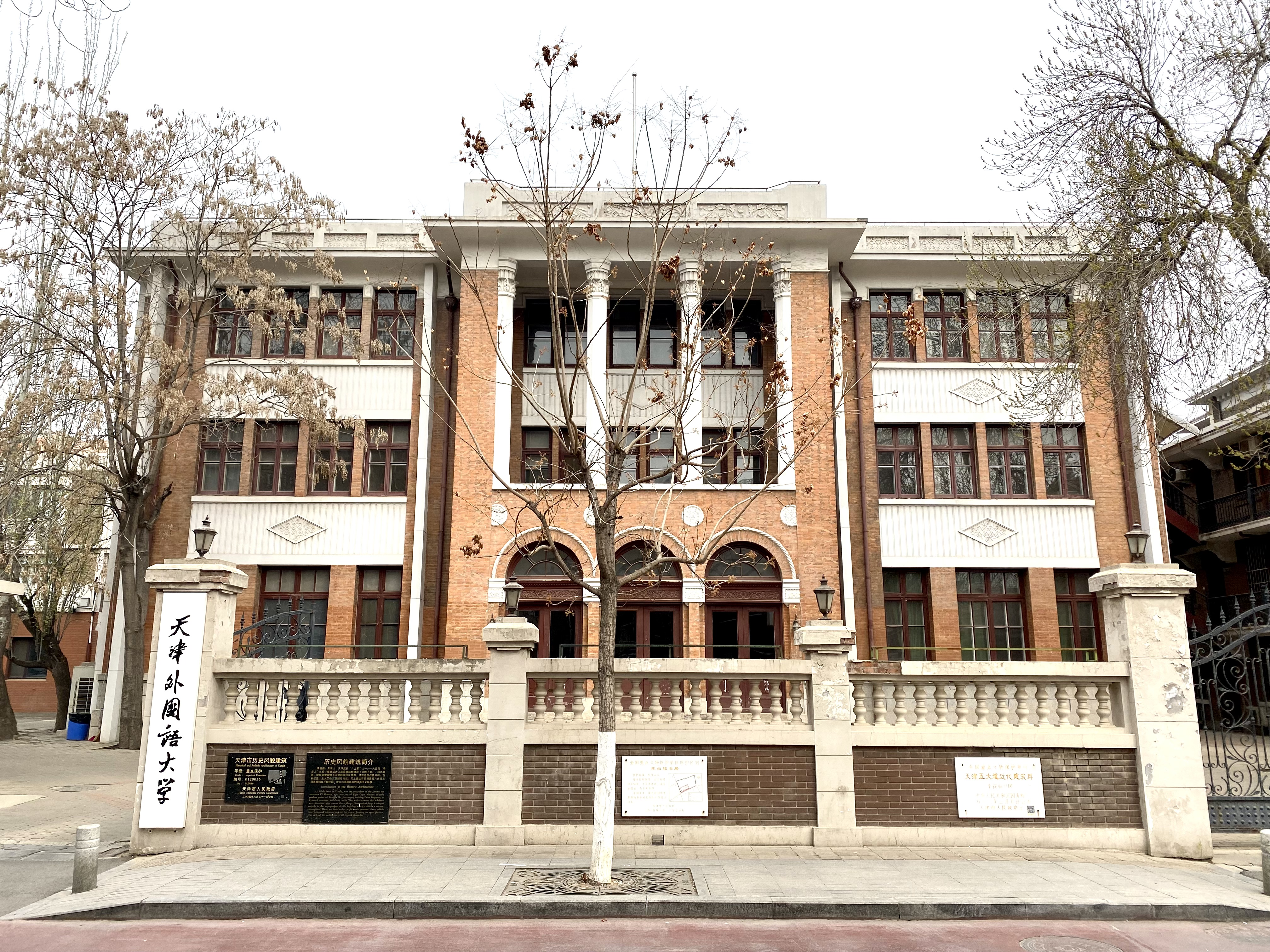
五大道内非教学区域

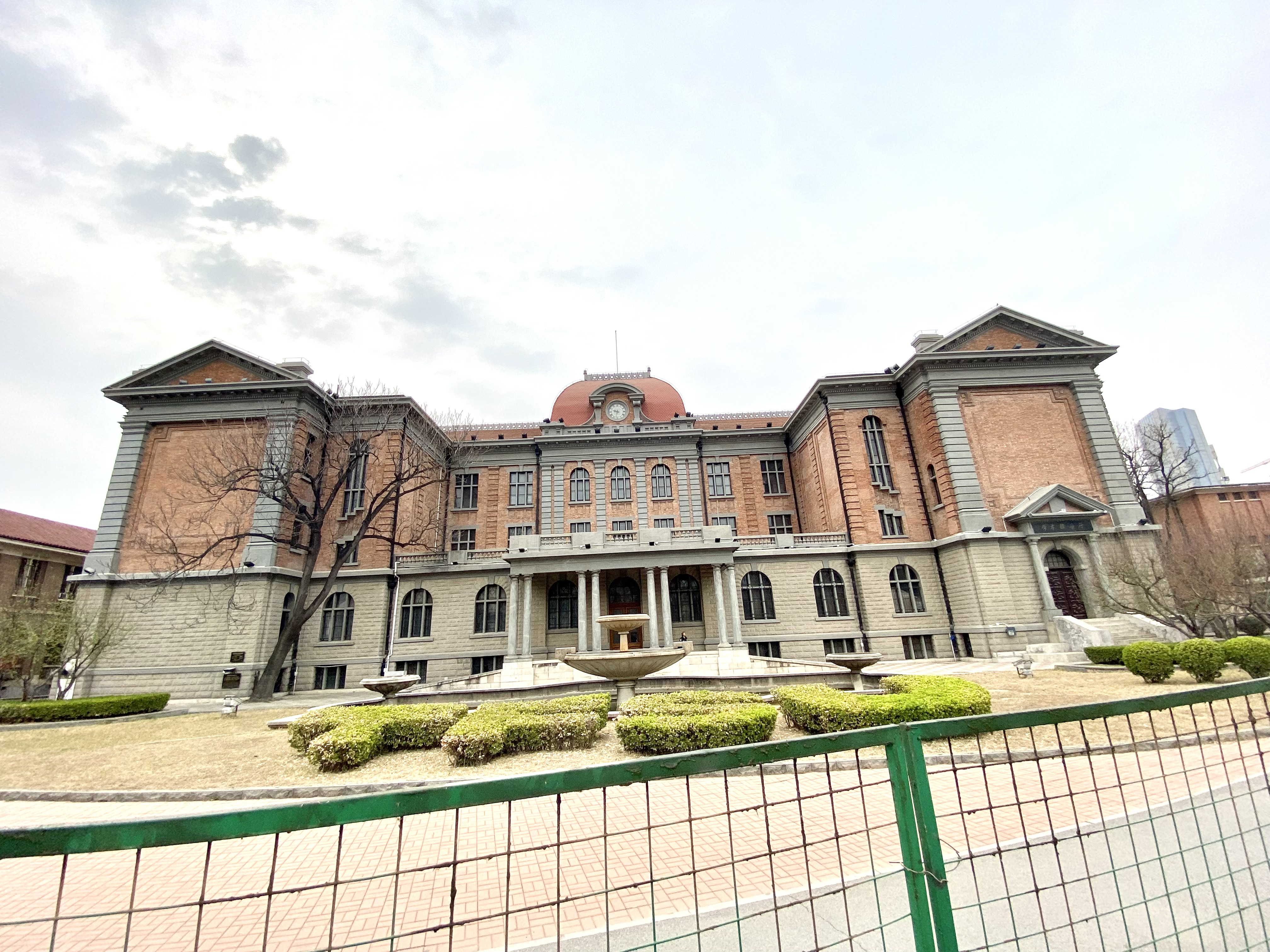
主楼

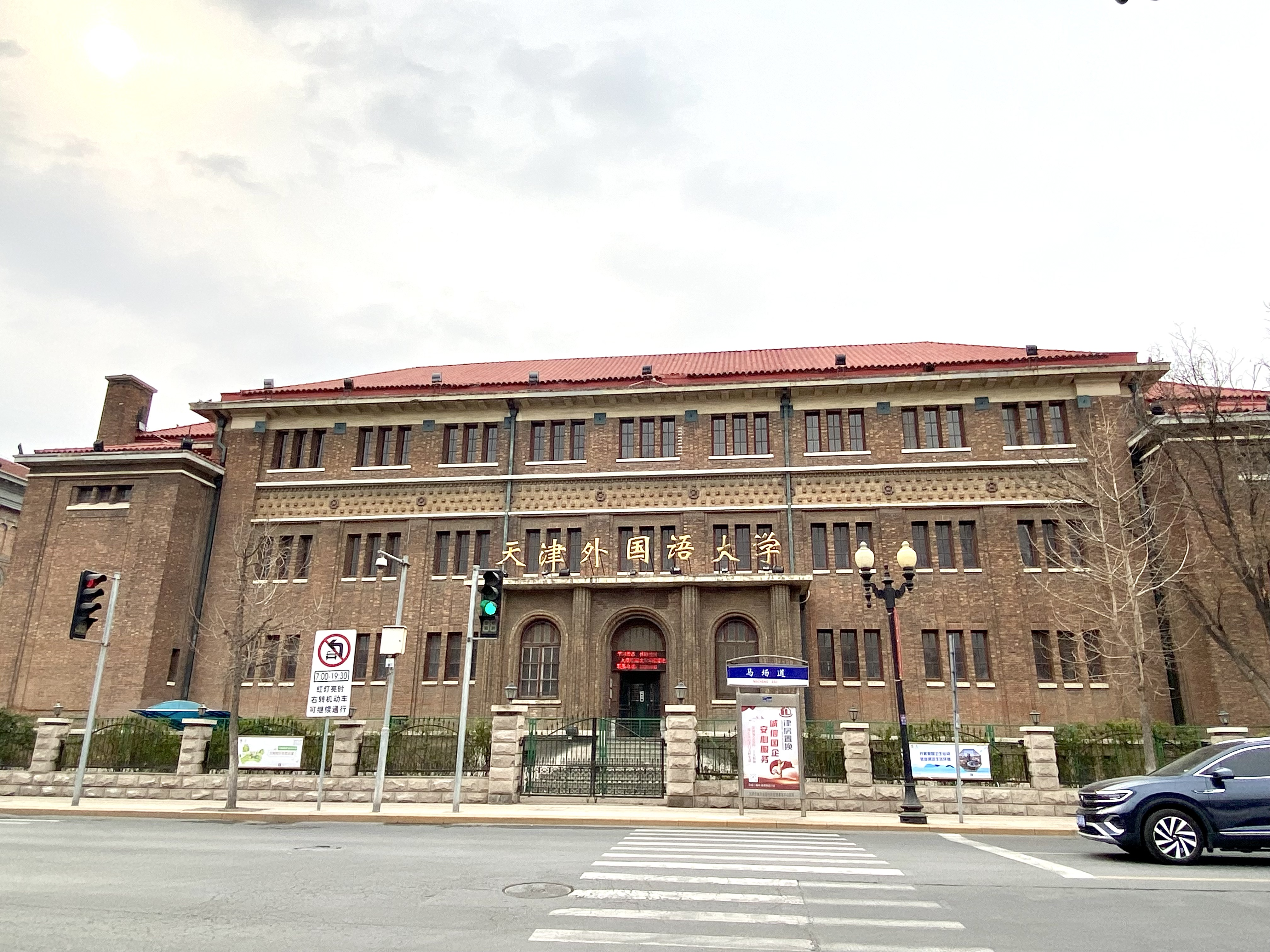
沿街景观

中外求索 德业竞进

## 系所概況
天津外国语大学（简称“天津外大”、“天外”）是天津市唯一一所主要外语语种齐全，文学、经济学、管理学、法学、教育学、艺术学、工学等多学科协调发展、特色鲜明的高等学校，是全国最早独立设置的八所高等外语院校之一。
目前，全校有7个二级学院。17个外语语种中，斯瓦希里语全国仅3所学校开设，西班牙语、葡萄牙语是天津市唯一的培养基地。
- 英语学院
  - 翻译系
  - 英语语言文化与文学系
  - 英语国际商务系
  - 英语传媒系

- 日语学院
  - 国际商务系
  - 翻译系
  - 文学系

- 欧洲语言文化学院
  - 法语系
  - 德语系
  - 俄语系
  - 西班牙语系
  - 葡萄牙语系
  - 意大利语系
  - 波兰语专业
  - 捷克语专业
  - 匈牙利语专业
  - 芬兰语专业
  - 白俄罗斯语专业
  - 乌克兰语专业
  - 保加利亚语专业
  - 罗马尼亚语专业
  - 塞尔维亚语专业
  - 希腊语专业

- 亚非语学院
  - 韩语系
  - 阿拉伯语系
  - 斯瓦希里语系
  - 缅甸语系
  - 印尼语系
  - 马来语系
  - 泰语专业
  - 柬埔寨语专业
  - 豪萨语专业
  - 土耳其语专业
  - 印地语专业

- 国际商学院
  - 国际金融系
  - 国际会计系
  - 国际商务系
  - 管理科学与工程系
  - 国际经济系
  - 国际经济与贸易系

- 涉外法政学院
  - 法学系
  - 政治学与公共管理系

- 国际传媒学院
  - 新闻传播系
  - 汉语言文学系
  - 广告动画系
  - 教育技术与数字媒体系

- 高级翻译学院
- 研究生院
- 国际交流
- 应用外语教学中心
- 求索荣誉学院
- 体育部
- 基础课部
- 思政部
- 继续教育学院

## 学生社团
天外人报社、青年志愿者协会、“FreeSpace”外语协会、“心理协会、诚信社、心艺坊、跆拳道社、主持与演讲协会、摄影社、“天外之音”广播站、街舞社、交际舞社、民舞社、合唱团、手语社、三笑堂相声社、职业发展协会、毛泽东思想邓小平理论三个代表研究社、吉他社、器乐社、“晓之轩”动漫社、“接触异彩”话剧社

## 合作交流
- 国际合作与交流处 （页面存档备份，存于）
- 国际交流学院 （页面存档备份，存于）
- 孔子学院 （页面存档备份，存于）